# Faculdade de Arquitetura e Urbanismo da Universidade Federal do Rio de Janeiro
A Faculdade de Arquitetura e Urbanismo (FAU) da Universidade Federal do Rio de Janeiro (UFRJ), foi criada em 1816 através da Acadêmia de Belas Artes. É o mais antigo curso de arquitetura do Brasil, passando a integrar-se a Universidade em 1945, quando a antiga Faculdade Nacional de Arquitetura desvinculou-se da Escola Nacional de Belas Artes.
A Faculdade encontra-se em prédio próprio, projetado pelo arquiteto Jorge Moreira. Sua estrutura acadêmica comporta o curso de graduação em Arquitetura e Urbanismo, programas de pós-graduação, além de grupos de pesquisa e extensão universitária.